# Guardia de la ciudad de Ankh-Morpork
La Guardia de la ciudad de Ankh-Morpork (originalmente referida en los libros como la "Guardia Nocturna", y comúnmente referida como "La Guardia"), es un cuerpo de policía ficticio dentro de la saga de libros de Mundodisco, escritos por Terry Pratchett. La Guardia está alojada en la Ciudad-Estado de Ankh-Morpork en el Mundodisco. Aunque Pratchett inicialmente quiso darle un rol menor en las novelas, ha hecho apariciones frecuentemente, y luego comenzar a tener a sus protagonistas con el rol principal en el libro (al día de hoy, hay ocho novelas donde los personajes de la guardia son los protagonistas).

## Historia
La Guardia de Ankh-Morpork fue fundad en 1561 AM por el Rey Veltrick I. Tenían una armadura completa de cobre (en inglés cobre es copper, que también es un diminutivo de policía), y un escudo también de cobre con la inscripción "Fabricati Diem, Pvncti Agvnt Celeriter" ("Haz el Día, los Momentos Pasan Rápidamente", el lema de Veltrick). Cuatro días después de la creación de la guardia, el rey fue asesinado por su hijo (convirtiéndose este en Rey Veltrick II).
En esta época, había cuatro fuerzas separadas: La Guardia del Palacio, que custodiaba el palacio; loa Particulares de la Calle Cable, quienes servían como inteligencia del gobierno (referencia de los Irregulares de Baker Street, un grupo de aficionados de Sir Arthur Conan Doyle); La Guardia Diurna, que actuaban como guardianes de los portones de la ciudad, capturando ladrones, asesinos, etc., durante las horas del día; y La Guardia Nocturna, que compartía la misma responsabilidad de la Guardia Diurna, pero en las horas de oscuridad. La fuerza estaba compuesta por un comandante, cinco capitanes, diez sargentos, cuarenta cabos, un número variable de cabos interinos, agentes y agentes interinos. En tiempos de emergencia, además, se podía reclutar una milicia ciudadana de tamaño variable. 
La opinión pública de las Guardias nunca fue buena, y llegó a su punto más bajo cuando al Comandante, quien le había dicho al público que no tomara la justicia en sus propias manos, fue arrojado al Ankh con el grito de "Si no está en nuestras manos, ¿en manos de quien está?". Los gremios empezaron a ejercer funciones policiales impedir que sus miembros se saltaran sus estatutos y las leyes, así que la guardia fue tornándose irrelevante. 
La Guardia tuvo un punto alto en 1688 AM, después de la guerra civil de Ankh-Morpork, cuando el Comandante No-Sufráis-Injusticia Vimes (conocido como "Carapiedra" Vimes) y sus Cabeza de Hierro se convirtió en el gobernante temporal de la ciudad, mientras se decidía el modelo de Estado tras la caída de los reyes: el último monarca, Lorenzo el Bueno, fue ejecutado por el propio Vimes. Cuando se proclamó la república, Vimes fue juzgado por ello y desposeído de sus títulos y honores, ejecutado, descuartizado y enterrado en cuatro tumbas distintas; después de eso, las Guardias entraron en caída libre. 
Cuando Lord Winder el Homicida ascendió al patriciado, solo quedaban pocas Casas de Guardia. Los Particulares de la calle Cable crecieron en número, pero cambiando de Agencia de Inteligencia a Fuerza de Policía Secreta, imponiendo la tortura a su gusto. Durante los gloriosos días de la revolución del 25 de mayo (descritos en la novela Night Watch), el edificio de los Particulares fue quemado hasta los cimientos por miembros de la Guardia Nocturna de la Casa de la Calle Mina de Caramelo (Treacle Mine Road en el original). Los cambios de patricios no llevaron a mejorar la imagen de estos de la Guardia, y cuando Lord Vetinari legalizó el robo, el asesinato y la prostitución (encargando a los gremios del rango establecer cuotas y vigilar por que se cumplieran) pareció que no había más lugar para esta. 
Durante el gobierno de Vetinari la Guardia Nocturna llegó a tener cuatro hombres, estacionados en La Casa de la Calle Mina de Caramelo, Mientras que la Guardia Diurna era otra banda de matones, la Nocturna ni siquiera podían aspirar a eso. Tal como lo veían sus miembros, sus funciones se reducían a caminar por las calles, marcando el paso de las horas al grito de "¡Las doce en punto y sereeeenoooo!", y en el caso de que no estuviera sereno, siempre había otras calles más tranquilas que vigilar. 
Esto cambió cuando Zanahoria Fundidordehierroson se unió a la Guardia Nocturna, dándole un nuevo impulso que permitió a la institución salvar la ciudad de un dragón. En sus luchas, su Casa de Guardia quedó destruida, y tuvieron que trasladarse a los nuevos edificios de Pseudopolis Yard, donados por lady Sybil Ramkin, que había sido ser salvada de la bestia. A partir de ahí comenzaron a reclutar más miembros, sobre todo de las minorías étnicas de la ciudad, como los enanos, trolls, y no-muertos(incluido un vampiro cinta negra en los últimos libros). La Guardia Nocturna se unió con la Diurna y por primera vez en muchos años hubo un comandante, Samuel Vimes, descendiente del Viejo Carapiedra, casado con lady Sybil y posteriormente duque de Ankh y principal apoyo del patricio.
La Guardia ha ido creciendo hasta ser una fuerza policial, que se encarga de la prevención del crimen e investigación más que de la persecución de ladrones. En el último libro Thud!, han desarrollado una sección forense y una división de Tráfico, revivido a los Particulares como una fuerza de apoyo civil y creado una escuela de guardias. Asimismo, hubo un Gremio de Guardias, creado por el cabo Nobbs una vez que Vimes se ausentó de la ciudad, pero solo duró hasta que el comandante volvió. 
Dado que la Guardia sigue manteniendo el derecho de convocar a la milicia, hay agentes especiales que no sirven más que en tiempos de guerra, para mandar los escuadrones de milicianos. Algunos de estos agentes son el Bibliotecario de la Universidad Invisible (hecho Agente especial en ¡Guardias! ¿Guardias?, antes de que la milicia fuera formada); el Sr Boggis del Gremio de Ladronesy el mayordomo de Vimes, Willikins.
El lema actual de la Guardia (a la llegada de Zanahoria a esta) es "Fabricati diem, pvnc", que puede ser traducido no muy literalmente por "Alégrame el día, capullo" (posible referencia a la frase de Harry el sucio "Make my day, punk"). Sin embargo Fred Colon insiste que significa "Proteger y Servir".

## Rangos
Los Rangos en la Guardia de la Ciudad son:
- Agente Interino (rango usado durante el entrenamiento)
- Agente Titular (rango temporal asignado por el Cabo Zanahoria a los Agentes Interinos Cuddy y Detritus en los hechos sucedidos en Hombres de Armas)
- Agente
- Cabo Interino (una barra chevrón)
- Cabo (dos barras chevrón)
- Sargento (tres barras chevrón)
- Sargento en Armas (Corona encima de las tres barras chevrón, no usado actualmente)
- Teniente (Mencionado en el libro Night Watch, no usado actualmente)
- Capitán
- Comandante (tradicionalmente viene con el título de Caballería Sir)

## Juramento
La guardia de la ciudad tiene un antiguo juramento:
- «Yo coma paréntesis nombre del recluta cerrar paréntesis coma juro solemnemente por paréntesis la deidad que elija el recluta cerrar paréntesis honrar las leyes y ordenanzas de la ciudad de Ankh-Morpork, hacer honor a la confianza públicamente depositada en mí y defender a los súbditos de Su Majestad paréntesis nombre del monarca reinante cerrar paréntesis sin temor alguno coma búsqueda del favor o consideración de la seguridad personal punto y coma perseguir a los malhechores y proteger al inocente coma dando mi vida si es necesario en el cumplimiento de dicho deber coma que paréntesis la deidad previamente mencionada cerrar paréntesis me ayude a ello punto y seguido Que los dioses salven al rey barra a la reina paréntesis eliminase lo que no resulte apropiado cerrar paréntesis punto final.»

Vimes prefiere mantener el viejo juramento, ya que le deja mucho espacio de acción al oficial, y gobernante tras gobernante no ha notado que el juramento no indica nada de cumplir órdenes, sino de cumplir la ley (Lord Vetinari si lo ha notado, solo que prefiere dejarlo así). En las palabras de Vimes "Nunca fui un agente de la ciudad, ni un agente del rey, ni un agente del patricio. Soy un agente de la ley".
Durante los eventos de Hombres de Armas, el Agente Titular Detritus reclutó una cierta cantidad de trolls en la guardia, haciendo el juramento tradicional troll (uno muy antiguo y famoso) que es aproximadamente "Alístense y hagan todo lo que se les dice, o les daré de patadas a sus goohulaags cabezas".

## Miembros
Los miembros principales de la guardia de la ciudad son: 

### Comandante Samuel Vimes
Samuel Vimes es el Comandante de la Guardia, y usa todos los trucos que aprendió como "poli" en su nuevo puesto. Pasó de ser un policía derrotado y ahogado en la bebida a manejar una fuerza policial importante. Es honesto, incorruptible y lucha constantemente con una oscuridad interior a la cual teme. Está casado con la mujer más rica de Ank-Morphok, y tiene un hijo pequeño, el Joven Sam.

### Sargento Jovial Culopequeño
Una enana, antigua miembro del Gremio de Alquimistas de Ankh-Morphok y ahora forense residente de la Guardia.

### Agente Reginald  "Reg" Shoe
Un zombi, fundador del grupo de ayuda por Los Derechos de los Muertos, detallado en el libro El Segador, ahora convertido en agente de la ley.

### Agente Interina Salacia "Sally" von Humpeding
Una Vampiro Cinta Negra (vampiros que han jurado no volver a tomar sangre humana), originaria de la zona de Überwald.

### Agente Dorfl
El primer Golem libre (después de los hechos de Pies de barro).
nota explicativa:
un golem cumple las órdenes escritas en un trozo de papel guardado en el interior de su cráneo. el agente dorlf no precisa de este requisito, y si lo precisa, el escoge lo que pone en el papel

### Agente Visita-Al-Impío-Con-Panfletos-Explicativos
El agente Visita (para acortar) es un Omniano (la religión omniana se detalla en el libro Dioses Menores), con un interés campesino (casi patológico) en religiones evangélicas, y que gasta toda su paga en panfletos. Incluso tiene imprenta propia. Los resultados se entregan a cualquiera interesado (y a los que no están interesados también). Ni siquiera Detritus puede dispersar una multitud más rápidamente que Visita (dice Vimes). Y en sus días francos se le podía ver colocando trampas en la calle con su colega omniano, Castiga-Al-Incrédulo-Con-Argumentos-Astutos. Por lo que se sabe, no han convertido ni a una sola persona. Vimes piensa que Visita es, probablemente, un buen hombre en el fondo, pero de alguna manera nunca se puso en la tarea de averiguarlo.

### Agente Interino A.E. Pessimal
A.E. Pessimal fue el primer inspector gubernamental asignado (en Thud!) por Lord Vetinari para inspeccionar la Guardia y ver si la guardia usaba apropiadamente los fondos cívicos asignados a ella (¿Quis custodiet ipsos custodes?, o ¿Quién Vigila a los Vigilantes?). Es descrito como un hombre pequeño, con zapatos brillantes sin amigos ni sentido del humor. No tiene un nombre (solo iniciales), y comienza haciendo preguntas difíciles de contestar, como "¿Por qué C.W.St.J. 'Nobby' Nobbs está en la guardia? ¿Contrata regularmente a ladrones de poca monta?"
Finalmente, Vimes decide sacudir al hombre, y lo hace jurar como Agente Especial (milicia) durante los eventos de la lucha racial entre trolls y enanos por el aniversario de la Batalla del Valle de Koom, y este toma su puesto muy seriamente, en medio de la batalla atacando y tratando de morder a un troll, el cual intentaba golpear a Vimes (uno de los pocos hechos que dejaron boquiabierto a Vetinari, en todos los libros de la saga). 
Luego de estos hechos, A.E. fue nombrado Agente Interino y adjunto al Comandante, con un estimado de que puede llegar a sargento dentro del año. La razón por la que Vimes toma a A.E. en la fuerza, es que este es paciente e inteligente, y necesita de alguien quien revise el papeleo diario y entienda lo que este dice para poder comunicárselo a él.

### Agente Igor
Igor es un Igor que es considerado "demasiado moderno" por su familia en Überwald, y fue enviado junto con Vimes a Ankh-Morpork, luego de los hechos de El Quinto Elefante. Se interesa en experimentos genéticos (que en el disco, significa puntadas realmente pequeñas y producción de orejas y narices y otros apéndices "in vitro"). 
Tiene un impedimento de habla (para los estándares de un Igor), y a veces se olvida de cecear. Vimes lo empleó por sus habilidades de cirujano, las cuales superan ampliamente a la de la mayoría de los médicos de la ciudad (ya que sus pacientes sobreviven, y no usa brea caliente ni sanguijuelas para curarlos (y posiblemente las habilidades de los mejores cirujanos de mundo bola))

### Agente Tubería
El Agente Tubería, es una gárgola que aparece por primera vez en Pies de barro. Es el experto en vigilancia, ya que es el "Es campeón mundial de no moverse", porque puede permanecer en el mismo lugar quieto durante días. No tiene uso para el dinero corriente, así que recibe su paga en palomas (las cuales come).

### Cabo Buggy Swires
Un gnomo. Posee la personalidad dura y belicosa típica de su especie, demostrando ser capaz de derribar a los testigos que no cooperan a pesar de tener solo 15 centímetros de alto. Se ha establecido como el único miembro de la Sección Aerotransportada de la Guardia a través de su capacidad para domesticar varias especies de aves (más recientemente un buitre, adquirido a los pictsies por una caja de whisky) para que actúen como transporte, con fines de reconocimiento y mensajería.
- Datos: Q3320632